# Aegialia sabuleti
Aegialia sabuleti es una especie de escarabajo del género Aegialia, tribu Aegialiini, familia Scarabaeidae. Fue descrita científicamente por Panzer en 1797.
Se distribuye por Noruega, Estonia, Austria, Dinamarca, Finlandia, Suecia, Reino Unido, Alemania y Rusia. La especie se mantiene activa entre abril y noviembre.